# Мюльгайм-Керліхська АЕС
Мюльгайм-Керліхська атомна електростанція (нім. Kernkraftwerk Mülheim-Kärlich) — закрита атомна електростанція в Німеччині, потужністю 1302 МВт, єдина АЕС в Рейнланд-Пфальці. Знаходиться на Рейні, близько 10 кілометрів на північному заході від Кобленца поблизу міста Мюльгайм-Керліх. Товариством-оператором є Société Luxembourgeoise de Centrales Nucléaires — дочірня компанія енергетичного концерну RWE. АЕС була завершена в 1986 році, але через помилковий дозвіл на будівництво її було відключено від електромережі вже в 1988 році. За рішенням верховного суду від 1998 року атомну електростанцію заборонено знову запускати в експлуатацію. Демонтаж градирні повинен бути завершений в 2013 році, а будівлі реактора — в 2014 році.
Знесення станції та самої охолоджувальної вежі було відкладено кілька разів; обидві стояли ще у 2018 році. Знос охолоджувальної вежі стався 9 серпня 2019 року о 15.38 за місцевим часом.

## Галерея

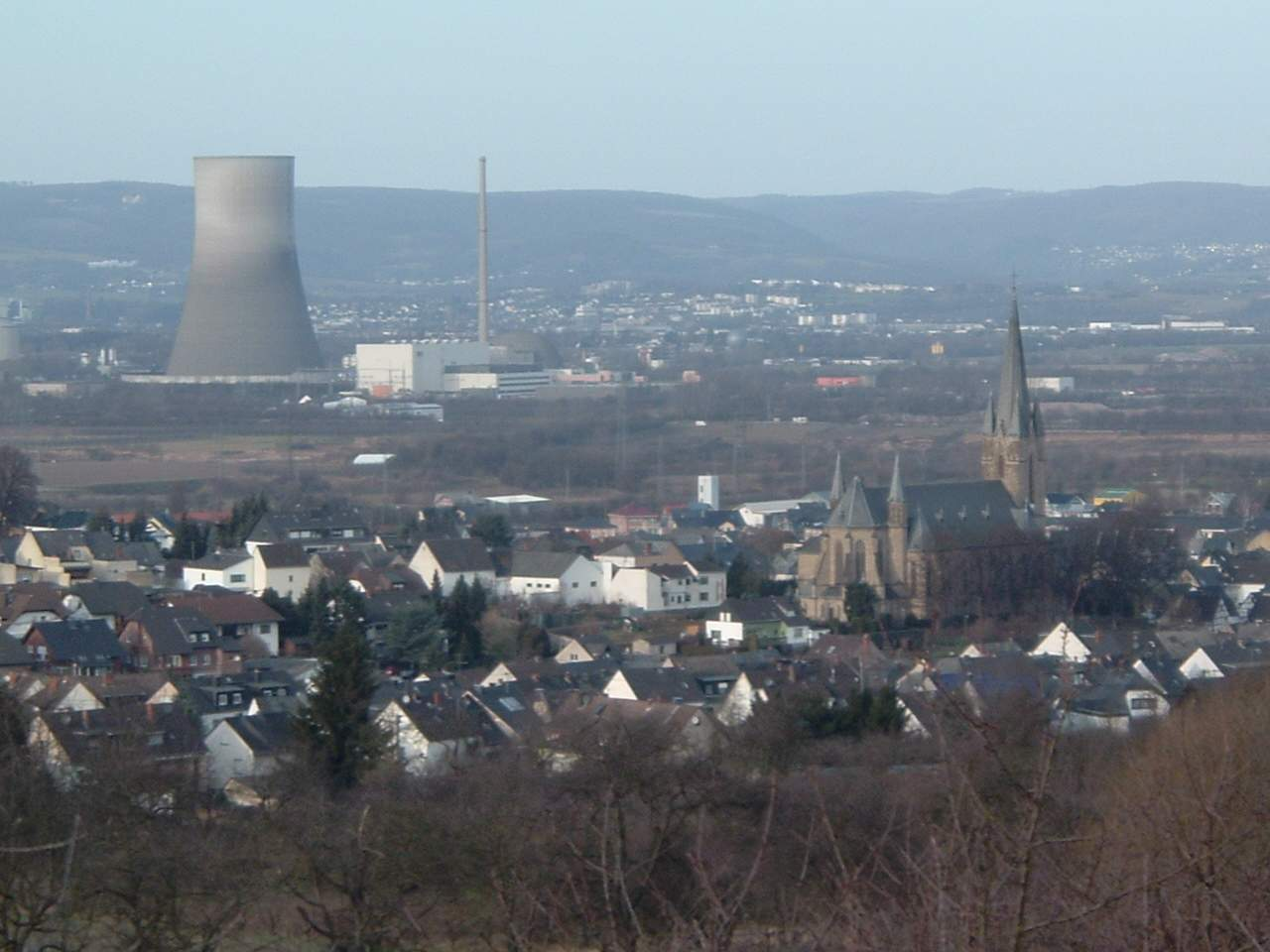
Місто Мюльгайм-Керліх та атомна електростанція
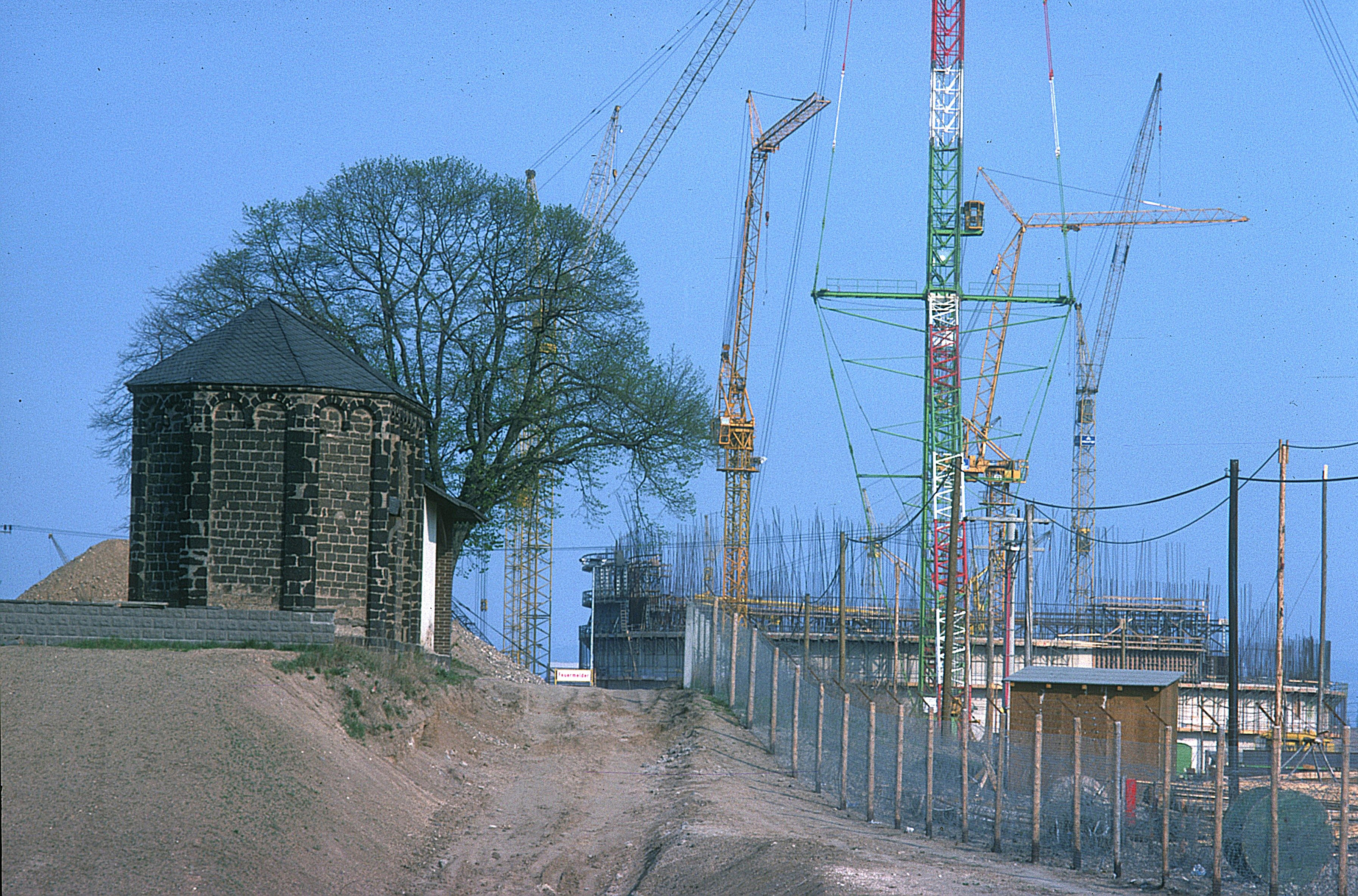
Каплиця «У хорошої людини» (нім. «Am Guten Mann») та будмайданчик АЕС в 1976 році
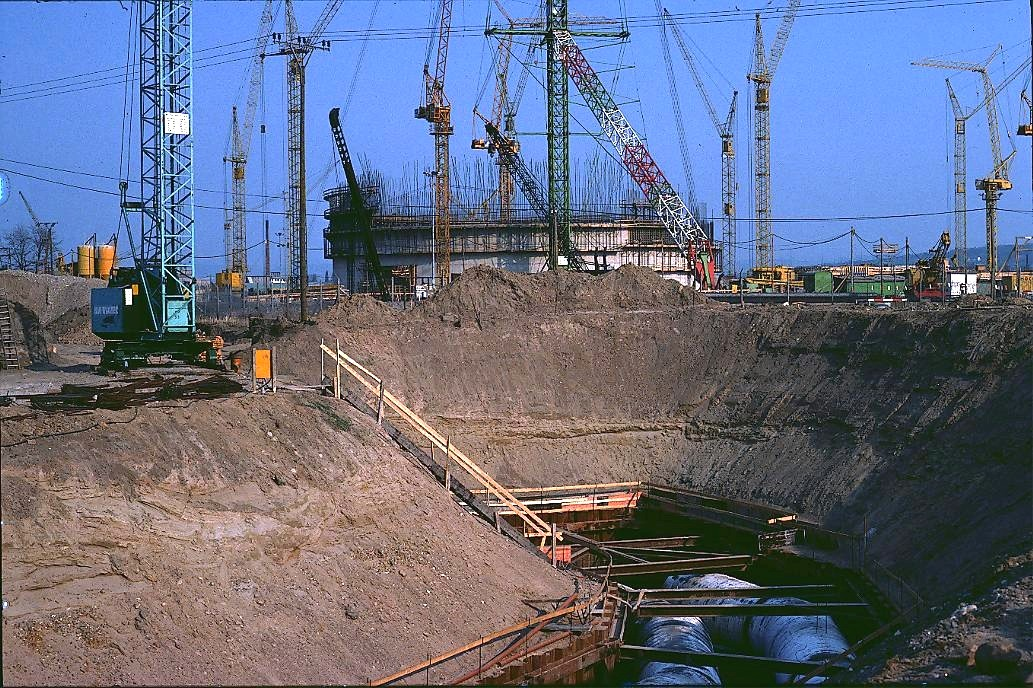
Будмайданчик АЕС 5 квітня 1976 року
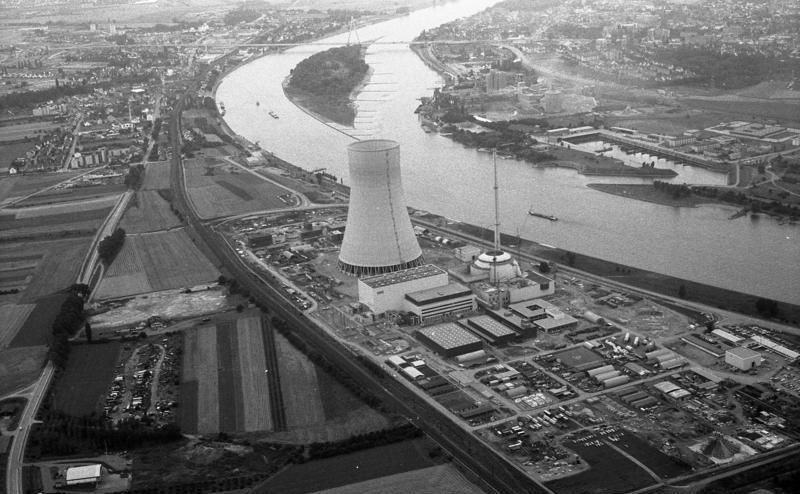
Аерофотознімок АЕС в 1979 році під час будівництва

## Дані енергоблоку
АЕС має один енергоблок:
| Енергоблок            | Тип реактору                       | Нетто- потужність | Брутто- потужність | Початок будівництва | Синхронізація з електромережею | Комерційна експлуатація | Закриття   |
| --------------------- | ---------------------------------- | ----------------- | ------------------ | ------------------- | ------------------------------ | ----------------------- | ---------- |
| Mülheim-Kärlich (KMK) | Водо-водяний ядерний реактор (PWR) | 1219 МВт          | 1302 МВт           | 15.01.1975          | 14.03.1986                     | 01.08.1987              | 09.09.1988 |